# Thomas Hall
Thomas Hall (Montreal, Quebec, 21 de fevereiro de 1982) é um canoísta canadiano especialista em provas de velocidade.

## Carreira
Foi vencedor da medalha de bronze em C-1 1000 m em Pequim 2008.